# Love Shop
 Der er for få eller ingen kildehenvisninger i denne artikel, hvilket er et problem. Du kan hjælpe ved at angive troværdige kilder til de påstande, som fremføres i artiklen.

Love Shop er en dansk pop/rock-gruppe, der blev dannet i 1986 af Hilmer Hassig (sangskrivning, guitar, keyboards, produktion) og Jens Unmack (sangskrivning, vokal). I 1987 blev korsanger Mikael Dehn en del af gruppen. Med denne besætning udgav gruppen i 1990 debutalbummet 1990, og året efter trådte Henrik Hall (mundharpe, fløjte og kor) ind i gruppen efter at have gæstemedvirket på debutalbummet. Love Shop udsendte efterfølgende albummene DK (1992) og Billeder af verden (1994). I 1995 forlod Dehn gruppen. Hassig, Unmack og Hall udsendte i perioden 1997–2003 albummene GO!, Det løse liv, Anti, og National.
I 2004 meddelte bandet, at de ville holde pause på ubestemt tid, og kort tid efter forlod Hilmer Hassig gruppen. Efterfølgende udsendte Unmack og Hall hver to soloalbums, mens Hassig producerede for andre kunstnere. I november 2008 mistede Hilmer Hassig livet ved en trafikulykke, og Love Shop optrådte ved to hyldestkoncerter i februar 2009. I slutningen af 2009 tog Love Shop på turné, og året efter udkom gruppens ottende album, Frelsens hær, det første album med Jens Unmack og Henrik Hall som tilbageværende medlemmer. I januar 2011 døde Henrik Hall af kræft. I oktober 2012 udkom Love Shop's niende album, Skandinavisk lyst, nu med Jens Unmack som eneste tilbageværende medlem. Efterfølgende kom albummet  Kærlighed og straf i oktober 2014.
I 2017 udgav bandet albummet "Risiko", som efterfulgte en turné i hele landet.

## Historie

### De tidlige år
Love Shop opstod i 1986 som fortsættelse af gruppen Lit De Parade. Hilmer Hassig havde oprindelig været med i københavnerbandet Scatterbrain, mens Jens Unmack havde en fortid i den viborgensiske gruppe Næste Uges TV.
I 1987 indspillede Love Shop en fem-sangs demo med engelske tekster, der skaffede dem en kontrakt med Garden Records (efterfølgeren til det hedengangne Irmgardz Records, der også udsendte bl.a. de to første albums med Gangway). Samme sommer trådte Mikael Dehn (fra gruppen Russia Heat, der også udkom på Irmgardz og punk/new wave-soloprojektet Bohemian Workz) ind som Love Shops faste andenvokal, korsanger og korarrangør, og arbejdet med debutalbummet begyndte. Fra nu af skrev Jens sine tekster på dansk – fire af de fem sange fra demo'en endte med at blive til sange på det nye album.
I marts 1990 udkom singlen "En nat bliver det sommer" (en af de fire sange fra demo'en). Den blev et stort radiohit, ikke mindst pga. det for Danmark uhørte vokal/harmoni-arbejde, som omkvædet byder på. Debutalbummet 1990 kom i maj samme år. Her medvirker Henrik Hall på de to numre "På Viborgvej" og "Det var en lørdag aften". Hall spillede på det tidspunkt i Stephan Grabowskis Band – Grabowski spillede trommer på albummet "1990".
Anmelderne var meget positive over for 1990, og Love Shop modtog i starten af 1991 en Grammy for "Årets popudgivelse". Love Shop spillede sin første koncert til Roskildefestivalen samme år – fredag eftermiddag kl. 14 i silende regn på Grøn Scene med en 13 mand stor besætning. Dette var gruppens eneste koncert det år.
I efteråret 1991 påbegyndte Love Shop indspilningen af et nyt album i Sweet Silence-studiet, og Henrik Hall trådte ind som fast medlem. Da Garden Records i begyndelsen af 1992 krakkede skrev Love Shop kontrakt med Pladecompagniet, der genudsendte debutalbummet som 1990/91 i nyt mix og med en ny rækkefølge af numrene. Desuden kom 12"-en "Love Shop i remix-helvede" med remix af numre fra 1990/91 begået af Chief 1. 1990-albummet havde i 1992 solgt 5.000 eksemplarer.
Albummet DK med publikumsfavoritten "Pia Larsen" fulgte i september 1992, og i november og december drog Love Shop ud på deres første turné. Albummet havde i 1999 solgt 3.000 eksemplarer.
Under arbejdet med gruppens tredje album Billeder af verden i 1994 forlod Mikael Dehn Love Shop, men endte med at synge og komponere nogle af de mest ambitiøse og eksorbitante korarrangementer i Danmark nogensinde, med brug af gæstevokalister som Nanna, Jimmy Jørgensen og Willi Jönsson. Det endelige album udkom november 1994. Mikael Dehn spillede afskedskoncert og optrådte sidste gang med Love Shop på Roskilde Festivalen 1995. I 1999 havde Billeder af verden solgt 7.000 eksemplarer.
I 1995 skrev Love Shop otte sange til Teaterkompagniet Metropoles forestilling "Lipstick Killers", der havde premiere under Århus Festuge. Tre af sangene, "Ind i dig", "S.O.S." og "Højre hånd", blev udsendt som EP'en "Playtime" i december. Hilmer Hassig havde på dette tidspunkt lavet sit eget studie, og sangene fra "Playtime" var de første, der blev indspillet her. I sommeren 1996 sendte Love Shop singlen "Copenhagen dreaming" på gaden. Nummeret endte på albummet Go!, der udkom i maj 1997. På albummet var også flere sange, der oprindelig var skrevet til "Lipstick Killers". Albummet var ligesom de tre foregående produceret af Hassig. Go! havde i 2001 solgt 15.000 eksemplarer.
I samme måned, som Go! udkom, medvirkede Love Shop på DSB's 150-års jubilæumsudgivelse "Gå ikke over sporet" med nummeret "#1" – der ikke er tilgængeligt noget andet sted. I oktober og november 1997 drog Love Shop på turné. Turneen besøgte 12 danske byer og resulterede i et par udsolgte koncerter, henholdsvis i Huset i Århus og i Pumpehuset i København.

### En rejse mellem pladeselskaber
Efter at have forladt Sony Music i 1997 skrev Love Shop i 1999 kontrakt med Universal Music og brugte herefter sommeren på at færdiggøre deres næste album, Det løse liv. I forbindelse med arbejdet med dette album begyndte Hall, Hassig og Unmack et fast samarbejde med Mikkel Damgård (keyboards), Thomas Risell (bas) og Thomas Duus (trommer). De tre var således både involveret i indspilningen af "Det Løse Liv" og den efterfølgende turné. For første gang havde Love Shop dermed fået faste backingmusikere. Det løse liv havde i 2001 solgt 12.000 eksemplarer.
2000 rystede Grammy-nomineringer af sig – én for bedste mandlige sanger og én for bedste album. Love Shop kunne for første gang siden 1995 optræde på Roskilde-festivalen sommeren 2000. Men alt dette blev overskygget af tragedien, hvor otte koncertgæster mistede livet under Pearl Jams optræden. Love Shops koncert på festivalens sidste dag blev holdt i en meget anderledes stemning, end nogen kunne have forestillet sig.
Sommeren 2000 blev Grammy-vinderen 1990 omsider genudsendt af Sony Music i nymastered form, men ellers i sin oprindelige udgave – dvs. med sangene i samme rækkefølge og mix som oprindeligt hos Garden Records. 1990 havde i længere tid været umulig at opdrive i pladeforretninger og var blevet et samlerobjekt.
I efteråret 2000 blev Love Shop og Universal enige om at stoppe samarbejdet. Kort tid herefter fik gruppen kontrakt med det svenskejede selskab MNW (Music Network) og begyndte arbejdet med det sjette album. I marts 2001 drog Love Shop på en kort turné og spillede her – stik mod sædvanen – tre helt nye numre. To af dem, "Alle har en drøm at befri" og "Kræmmersjæl", endte med at komme med på Anti, der udkom 10. september 2001. Af naturlige årsager blev omtalen af det nye album fuldstændigt overskygget af terrorangrebene i USA dagen efter. Albummet havde i april 2002 solgt 7.500 eksemplarer.
I januar 2002 blev Love Shop nomineret til fem Danish Music Awards, bl.a. for bedste danske album – dog uden at få én eneste pris med hjem.

### Turneer
Til gengæld fik Love Shop samme måned P3's live-pris, et tegn på at gruppen efterhånden var blevet et veletableret live-navn. I april 2002 drog Love Shop sammen med Sort Sol ud på en fælles turné. I forbindelse med turneen måtte man dog finde andre musikere til at tage sig af keyboards og trommer – Thomas Duus og Mikkel Damgaard havde fået et tilbud fra anden side, de ikke ville afslå. Erstatningerne blev Povl Kristian (der bl.a. havde spillet med Lars H.U.G. og Hotel Hunger) og Freddie Pedersen (tidligere medlem af Hotel Hunger).
På samme tid så det igen ud, som om Love Shop var i overhængende fare for at stå uden pladekontrakt. I forsommeren 2002 lukkede den danske A&R-afdeling af MNW nemlig, men Love Shop kunne forblive tilknyttet MNW.
Efter den fælles turné med Sort Sol og en række koncerter på sommerens musikfestivaler endte den lange turné efter Anti med en totalt udsolgt koncert i Store Vega i København. Herefter gik gruppen i gang med at skrive nye sange.
For en gangs skyld ville Love Shop udsende et album i forårshalvåret i stedet for at tilbringe de bedste sommerdage i studiet. Den 5. maj udkom Love Shops syvende ordinære album med titlen National. Det var en ny rekord, det korteste interval mellem to Love Shop-albums.
I september 2003 spillede Love Shop seks totalt udsolgte koncerter på seks aftener på seks spillesteder i København. Denne mini-turné, der fik navnen Copenhagen Screaming, blev i foråret 2004 foreviget på live-albummet af samme navn, der udkom på Love Shops eget plademærke, "Fan Star Records". Samme dag, 22. marts 2004, udkom opsamlingsalbummet Sendt fra himlen på Sony Music med udvalgte numre fra Love Shops karriere og en fotobog med fotografen Stephan Bachs billeder fra Copenhagen Screaming-turneen.
Sommeren 2004 meddelte Love Shop, at man ville holde en længere pause, og bandet gav sin sidste koncert inden pausen ved Roskilde Festivalen.
23. november 2004 meddelte Hilmer Hassig, at han forlod Love Shop.

### Solokarrierer
December 1995, efter at være trådt ud af Love Shop officielt, udkom Mikael Dehn med CD'en "Går gennem regnen" med fire numre. Pga. hans engagement i erhvervslivet blev den trukket tilbage og er aldrig officielt udgivet og er i dag meget svær at få fat på.
Juni 2005 udkom det første soloalbum fra Jens Unmack, Vejen hjem fra rocknroll. Soloalbum nummer to Aftenland Express udkom 26. marts 2007 og Dagene løber som heste den 23. marts 2009. 
Marts 2006 udsendte Henrik Hall sit første soloalbum, Solo. Hans andet soloalbum, Chok, Suk Og Koma, udkom i februar 2008.
Efter Love Shop levede Hilmer Hassig en lidt tilbagetrukket tilværelse, men bidrog blandt andet til relanceringen af pladeselskabet Irmgardz. Han producerede og medvirkede også på plader med bl.a. Carsten Valentin, Claus Høxbroe, Tomas Ortved fra Sort Sol, samt sangerinden Ditte Steensballe, (under navnet Doris), hvis debutalbum 'Tivoli er åben' vakte en del opmærksomhed. 
Hilmer Hassig blev søndag 16. november 2008 dræbt ved en trafikulykke på Falkoner Allé i København. Han var ifølge Ekstra Bladet ved sin død i gang med at indspille musik sammen med sin kæreste, sangerinden Nanna Lüders.
I februar 2009 afholdt en række musikere to udsolgte mindekoncerter for at samle penge ind til Hilmers børn. Ved denne lejlighed optrådte en lang række af de grupper og solister, Hilmer havde spillet sammen med eller produceret for i årenes løb – heriblandt Love Shop, der spillede sammen for første gang i næsten 5 år.

### Genopstandelse
Den 5. november 2009 indledte Love Shop i Herning en række på 10 koncerter efter at være gendannet, efter fem års pause. Og rygterne begyndte hurtigt at løbe: Love Shop var i studiet, og en ny udgivelse skulle være på vej, den første i syv år.
Dette blev bekræftet i juni 2010, og den 1. november var release-dato på den nye udgivelse "Frelsens Hær" med 12 nye numre produceret af Mikkel Damgaard og følgende besætning:
- Henrik Hall og Jens Unmack.
- Mikkel Damgaard – synths, klaver, klokkespil, kor, tamburin, mandolin, m.m.
- Mika Vandborg – guitar.
- Jens Hellemann – guitar, akustisk guitar.
- Thomas Risell – bas.
- Thomas Duus – trommer.

### Comeback i 2010
1. november 2010 udkom Love Shops comeback-album Frelsens Hær, der fik en god modtagelse blandt anmelderne[kilde mangler]. Visse mente sågar, at det var et af bandets bedste og det mest overbevisende comeback i dansk musikhistorie.[kilde mangler]
I sommeren 2010 gav Love Shop koncerter i Aarhus, Odense og Nibe. I november samme år indledtes en ny mini-turné, hvor bandet skulle præsentere deres seneste udgivelse live.
Desværre måtte Henrik Hall trække sig fra første del af turneen. Hall havde kæmpet mod kræft og havde fået et alvorligt tilbagefald og var svækket af den behandling, han havde modtaget. 
Ved en i øvrigt udsolgt koncert i Store Vega 20. november dukkede Henrik Hall imidlertid op et stykke inde i koncerten. Modtagelsen af ham var fænomenal. Vega kogte helt over af glæde og begejstring.
Love Shop virkede sikker på denne deres hjemmebane og gav en fabelagtig koncert, hvor de to guitarister Mika Vandborg og Jens Hellemann viste deres store repertoire – de to guitarister, som tilsammen erstatter Hilmer Hassig, har hver deres lyd og stil. Mika Vandborg er den rå guitarist, og Jens Hellemann giver lyden en lysere stemning.
Den 27. januar 2011 døde Henrik Hall og efterlod Jens Unmack tilbage som eneste oprindelige medlem af Love Shop. Dette store tab skete midt under bandets Redningstour 2011. Jens Unmack besluttede at fuldføre resten af turneen, som også førte Love Shop forbi Roskilde Festival, hvor bandet spiller for et propfyldt Arena-telt.

## Diskografi

### Studiealbum
| Titel                                                    | Album-detaljer                                                            | Højeste placering |
| Titel                                                    | Album-detaljer                                                            | Danmark           |
| -------------------------------------------------------- | ------------------------------------------------------------------------- | ----------------- |
| 1990                                                     | - Udgivet: 9. oktober 1990 - Selskab: Garden - Format: LP, CD             | —                 |
| DK                                                       | - Udgivet: 3. september 1992 - Selskab: Pladecompagniet - Format: LP, CD  | —                 |
| Billeder af verden                                       | - Udgivet: 7. november 1994 - Selskab: Pladecompagniet - Format: CD       | —                 |
| GO!                                                      | - Udgivet: 31. maj 1997 - Selskab: Pladecompagniet - Format: CD           | 13                |
| Det løse liv                                             | - Udgivet: 29. september 1999 - Selskab: Polydor - Format: CD             | 16                |
| Anti                                                     | - Udgivet: 10. september 2001 - Selskab: MNW - Format: CD                 | 8                 |
| National                                                 | - Udgivet: 5. maj 2003 - Selskab: MNW - Format: CD                        | 8                 |
| Frelsens hær                                             | - Udgivet: 1. november 2010 - Selskab: A:larm - Format: LP, CD            | 2                 |
| Skandinavisk lyst                                        | - Udgivet: 15. oktober 2012 - Selskab: A:larm, Universal - Format: LP, CD | 3                 |
| Kærlighed og straf                                       | - Udgivet: 20. oktober 2014 - Selskab: A:larm, Universal - Format: LP, CD | 3                 |
| Risiko                                                   | - Udgivet: 8. marts 2017 - Selskab: A:larm, Universal - Format: LP, CD    | 8                 |
| Brænder boksen med smukke ting                           | - Udgivet: 8. marts 2019 - Selskab: A:larm, Universal - Format: LP, CD    | 5                 |
| Levende mænd i døde forhold                              | - Udgivet: 1. oktober 2021 - Selskab: A:larm, Universal - Format: LP, CD  | 5                 |
| "—" markerer en udgivelse der ikke opnåede en placering. |                                                                           |                   |

### Live- og opsamlingsalbum
| Titel                         | Album-detaljer                                                                                     | Højeste placering | Certificering |
| Titel                         | Album-detaljer                                                                                     | Danmark           | Certificering |
| ----------------------------- | -------------------------------------------------------------------------------------------------- | ----------------- | ------------- |
| Copenhagen Screaming!         | - Livealbum - Udgivet: 22. marts 2004 - Selskab: Fanstar - Format: CD (livealbum)                  | 22                |               |
| Sendt fra himlen 1990-2004    | - Opsamlingsalbum - Udgivet: 22. marts 2004 - Selskab: Columbia - Format: CD (opsamlingsalbum)     | 3                 | - Guld        |
| Evergreen - Best of Love Shop | - Opsamlingsalbum - Udgivet: 16. oktober 2015 - Selskab: A:larm - Format: LP, CD, digital download | 6                 |               |

### EP'er
- Playtime (1995)

### Singler
| År   | Titel                            | Album              |
| ---- | -------------------------------- | ------------------ |
| 1990 | "En nat bliver det sommer"       | 1990               |
| 1990 | "Radio Kalundborg"               | 1990               |
| 1990 | "Øjne jeg aldrig har set"        | 1990               |
| 1991 | "I remix helvede"                | 1990               |
| 1992 | "Casanegra"                      | DK                 |
| 1992 | "Stalingrad"                     | DK                 |
| 1994 | "Fuck min højdeskræk"            | Billeder af verden |
| 1994 | "Skudt ned"                      | Billeder af verden |
| 1994 | "Det er mit liv"                 | Billeder af verden |
| 1996 | "Copenhagen Dreaming"            | GO!                |
| 1997 | "Glimmer Show"                   | GO!                |
| 1997 | "Love Goes on Forever"           | GO!                |
| 1997 | "Hvorhen? Hvordan? Hvornår?"     | GO!                |
| 1999 | "For evigt for altid"            | Det løse liv       |
| 1999 | "Bellavista sol"                 | Det løse liv       |
| 2000 | "Min Elvis"                      | Det løse liv       |
| 2001 | "Kræmmersjæl"                    | Anti               |
| 2001 | "S.T.O.P."                       | Anti               |
| 2002 | "Alle har en drøm at befri"      | Anti               |
| 2003 | "Bin Laden Blues"                | National           |
| 2003 | "Sig det aldrig mere"            | National           |
| 2010 | "Redningsklar"                   | Frelsens hær       |
| 2010 | "Ikke langt herfra"              | Frelsens hær       |
| 2012 | "Skyggehjerte"                   | Skandinavisk lyst  |
| 2012 | "Kvælertag"                      | Skandinavisk lyst  |
| 2013 | "Skandinavisk lyst"              | Skandinavisk lyst  |
| 2014 | "I morgen"                       | Kærlighed og straf |
| 2015 | "Danmark Bye-Bye"                | Kærlighed og straf |
| 2017 | "De forelskedes smag i din mund" | Risiko             |
| 2017 | "Skøjteløb på Bagsværd sø"       | Risiko             |